# Vladimír Medek
Vladimír Medek (11. května 1940 Pardubice – 2. září 2022) byl český ekonom a překladatel z angličtiny, španělštiny a portugalštiny. Do širšího povědomí veřejnosti vstoupil (spolu se svým bratrem Pavlem) překladem sedmidílné ságy Joanne Rowlingové o Harrym Potterovi.

## Život a dílo
Vladimír Medek absolvoval v roce 1962 studium na VŠE v Praze a od roku 1965 pracoval ve sklářském průmyslu. Počátkem šedesátých let pobýval pracovně na Kubě, od roku 1991 pak ve Španělsku. Knižně publikuje od roku 1963, ale známým se stal především jako překladatel ze španělštiny a angličtiny. Přeložil např. Sto roků samoty a Dobrodružství Miguela Littína v Chile Gabriela Garcíi Márqueze, také díla Maria Vargasse Llosy, či z angličtiny Sheckleyův sci-fi román Desátá oběť.
Spolu se svým bratrem Pavlem přeložili sedmidílnou ságu Joanne Rowlingové o Harrym Potterovi. Nakladatelství Albatros oslovilo Vladímíra Medka s nabídkou překladu prvního dílu ságy Harry Potter a Kámen mudrců v roce 1998. Přeložil i druhý díl – Harry Potter a Tajemná komnata. K překladu třetího dílu ságy pak přizval svého bratra Pavla. Důvodem byla snaha vydavatelství dohnat skluz ve vydávání Harryho Pottera proti ostatním světovým nakladatelům. Čtvrtý díl Harry Potter a Ohnivý pohár přeložil opět Vladimír Medek a Pavel Medek se pak ujal překladu zbylých dílů ságy. Překlad bratří Medků je mistrovský; při práci nejen zohlednili cílovou skupinu čtenářů z prvního stupně základních škol a věnovali velkou péči například i překladu vlastních jmen a neologismů, ale dokázali také postihnout proměnu vypravěčského stylu od dětské knihy až po thriller pro dospělé, řešící závažné existenciální otázky.